# Parada de Costa Blanca (TRAM Alicante)
Costa Blanca es una parada del TRAM Metropolitano de Alicante donde presta servicio la línea 3. Está situada en el barrio de Playa de San Juan.

## Localización y características
Se encuentra ubicada entre la avenida Costa Blanca y la avenida Niza, en la zona de nueva urbanización de Playa de San Juan y junto al arenal de la playa. En esta parada se detienen los tranvías de la línea 3. Dispone de dos andenes y dos vías.

## Líneas y conexiones
| << Cabecera | < Estación    | Línea | Estación >  | Cabecera >> |
| ----------- | ------------- | ----- | ----------- | ----------- |
| Luceros     | Campo de Golf |       | Carrabiners | Campello    |

Enlace con las líneas de bus interurbano TAM (Alcoyana): Línea 21, Alicante-Playa San Juan-El Campello y línea 31 verano, Mutxamel-Sant Joan-Playa San Juan.